# Pterinochilus vorax
Pterinochilus vorax är en spindelart som beskrevs av Pocock 1897. Pterinochilus vorax ingår i släktet Pterinochilus och familjen fågelspindlar.
Artens utbredningsområde är Tanzania. Inga underarter finns listade i Catalogue of Life.